# 逃亡 (律令)
逃亡（とうぼう）とは、律令制のもとで、囚人や流罪者、征行の軍や任務に配された兵士・防人・衛士・仕丁、本主の下にある奴婢などが所定の場所から離脱する不法行為を指す。これに対して、それ以外の公民の本貫からの離脱を「浮浪」と称したが、実際にはほとんどの公民には平時においても課役の義務を負っていたことから、ほとんどの場合は本貫における課役の義務を放棄して離脱した逃亡行為と同一視されたことから、実際にはほとんど区別されず、両方を合わせて「浮逃」と呼ばれる場合もあった（本貫以外の土地で庸調の納付などの義務を果たしていれば単なる浮浪として扱われたが、その例は少ない）。また、近年における異説として、本貫や任務地から離れた公民を本貫地・任務地側からは「逃亡」と称し、所在地・逗留地側からは「浮浪」と称したとする説も出されている。
逃亡した者は、計帳にその旨が記載され、別途帳簿に搭載されて追捜されたが、6年間たっても捕捉されない場合には戸籍及び計帳から抹消されて口分田は没官された。捕捉された場合には、本貫地に送還するのが原則であったが、後には希望する場合には滞在先に留めて課役を行うことも行われた。
律令制の解体によって律令法の「逃亡」規定は空文化したものの、荘園公領制の下において国家や荘園領主からの年貢や公事が納められなかったり、戦乱などを嫌って居住地から離脱する行為も前代に倣って「逃亡」と称している（戦国時代以後、これに代わって欠落などの語も用いられるようになった）。戸籍などの帳簿が作成されなくなった荘園公領制の下では、追捜が困難であり、検注帳には「逃亡跡」として記入されている。